# Георг III (Лойхтенберг)
Георг III фон Лойхтенберг (на немски: Georg III von Leuchtenberg; * 13 декември 1502; † 21 май 1555) е ландграф на Лойхтенберг (1531–1555).
Той е най-възрастният син и наследник на граф Йохан IV (1470–1531) и съпругата му Маргарета фон Шварцбург († 1518). 
След следването си той става съветник и кемер на Карл V и участва в битката при Павия (1525).
Георг III фон Лойхтенберг се жени на 29 септември 1510 г. в Пласенбург над Кулмбах за принцеса Барбара фон Бранденбург-Ансбах-Кулмбах (1495–1552) от фамилията Хоенцолерн, дъщеря на маркграф Фридрих II Стари от Бранденбург-Ансбах-Кулмбах и принцеса София Ягелонка от Полша.

## Деца
Георг III и Барбара имат децата:
- Георг IV († 1553)
- Лудвиг Хайнрих (1529–1567), ландграф на Лойхтенберг

∞ 1549 графиня Матилда (Мехтхилд) фон Марк-Аренберг (1530-1603)
- Елизабет (1537/8–1579)

∞ 1559 граф Йохан VI от Насау-Диленбург (1536–1606)
- Барбара